# Грубман, Лиззи
Эли́забет «Ли́ззи» Гру́бман (англ. Elizabeth «Lizzie» Grubman; 30 января 1971, Нью-Йорк, Нью-Йорк, США) — американский публицист.

## Биография
Элизабет Грубман родилась 30 января 1971 года в Нью-Йорке (штат Нью-Йорк, США) в семье юриста Аллена Грубмана и его ныне умершей жены Иветт Грубман.
Лиззи в своё время сменила четыре средних школы и бросила «Northeastern University», будучи на 2-м курсе.

## Карьера
Грубман наиболее известна как публицист знаменитостей, основав свою собственную компанию в 1996 году и представляв Бритни Спирс, Jay-Z и Backstreet Boys. В настоящее время она публицист Максима и Валентина Чмерковских, Lil' Kim и Кайли Бисутти.

## Личная жизнь
В 1995—1997 года Лиззи была замужем за юристом Эриком Гэтоффом.
С 17 марта 2006 года Лиззи замужем во второй раз за Крисом Штерном, с которым она не живёт вместе с декабря 2010 года. У супругов есть два сына — Харрисон Ирвинг Штерн (род. 12.12.2006) и Джек Александр Штерн (род. 22.01.2009).